# Diferencijalni račun
Diferencijalni račun je područje unutar matematičke analize koja se bavi derivacijama i diferencijalima.

## Povijest
Diferencijalni račun je razvijen prvenstveno u 17. stoljeću, čak iako je bio poznat i prije. Djelo Descartesa La Géométrie objavljeno 1637. imalo je veliki utjecaj na matematičare i vodilo je vremenom do toga da su Newton i Leibniz neovisno jedan od drugog otkrili vezu između tangente i površine što je položilo osnove modernom integralnom i diferencijalnom računu.